# Dragomir Dragan Lubarda
Dragomir Dragan Lubarda (1933 — 2017) bio je srpski slikar.

## Biografija
Rođen je 1933. godine u Sijercima na Romaniji, a umro 2017. u Beogradu. Završio je Akademiju likovnih umetnosti i postdiplomske studije u klasi profesora Mila Milunovića u Beogradu. 
Na Akademiji likovnih umetnosti radio je 1969. godine, dugo je predavao Večernji akt, napredovao u zvanju i penzionisan je 1998. godine kao redovni profesor za predmet crtanje i slikanje.
Samostalno izlagao više puta, poslednja izložba u Galeriji zadužbine Ilije M. Kolarca 2011.godine. Uz tu izložbu objavljena je publikacija "Zbjeg" u kojoj su, uz niz reprodukcija crteža, sabrani književni prilozi inspirisani delom Dragomira Lubarde (Danilo Kiš, Vasko Popa, Stevan Raičković, Desanka Maksimović, Slobodan Marković, Ljubomir Simović...)

## Izložbe
Izlagao na izložbama ULUS-a, Oktobarskog salona, Trijenalu jugoslovenske umetnosti i drugim grupnim izložbama.
Učestvovao u radu slikarskih kolonija.

## Spoljašnje veze
- Priče profesora Lubarde[мртва веза]
- Katalozi[мртва веза]
- Referati[мртва веза]